# Plat
Plat är ett samhälle i kommunen Župa dubrovačka i Kroatien. Samhället har 302 invånare (2011).

### Fotnoter
1. 1 2  Kroatiska statistiska centralbyrån - Folkräkningen 2011 (engelska)